# Nemyslovice
Nemyslovice (en allemand : Nemeslowitz) est une commune du district de Mladá Boleslav, dans la région de Bohême-Centrale, en République tchèque. Sa population s'élevait à 152 habitants en 2020.

## Géographie
Nemyslovice se trouve à 8,5 km au nord-ouest de Benátky nad Jizerou , à 11,5 km au sud-ouest de Mladá Boleslav et à 39 km au nord-est de Prague.
La commune est limitée par Velké Všelisy au nord, par Bezno à l'est, par Chotětov au sud, et par Kropáčova Vrutice à l'ouest.

## Histoire
La première mention écrite de la localité date de 1252.

## Transports
Par la route, Nemyslovice se trouve à 10 km de Benátky nad Jizerou , à 21 km de Mladá Boleslav et à 53 km du centre de Prague.